# Zaurjad-praporščik
Zaurjad-praporščik (russo: зауряд-прапорщик; letteralmente: praporščik ordinario) istituito nell'Impero russo nel 1891, è stato il più alto grado tra i sottufficiali dal 1891 al 1912 nell'Esercito Imperiale, nella marina imperiale e nel corpo della Guardia di Frontiera (Federazione Russa).

## Storia
Il grado di praporščik ordinario venne istituito stabilito nel maggio 1891; il praporščik ordinario aveva lo scopo di ricoprire temporaneamente posizioni di ufficiale subalterno nelle unità militari mobilitate in caso di un carenza di ufficiali subalterni. Era consentito richiedere il grado di praporščik ordinario a sottufficiali con istruzione superiore o secondaria, nonché a Feldvebel'
(Vachmistr) e sottufficiali anziani che non avevano il titolo di studio specificato, principalmente in servizio da lunga data. La ridenominazione al grado di maresciallo ordinario è avvenuta direttamente con la conferma nella carica di ufficiale [2] .
La presenza di praporščik ordinario era prevista solo nelle unità di fanteria e in alcune posizioni amministrative in tempo di guerra. Durante la guerra russo-giapponese del 1905, fu temporaneamente introdotto il grado di Morskoj zaurjad-praporščik (cirillico: Морской зауряд-прапорщик) e il grado di Zaurjad-praporščik nell'artiglieria. Nello stesso anno, il grado di Zaurjad-praporščik fu istituito nelle unità del distretto di Zaamurskij del Corpo delle guardie di frontiera.
Dopo la smobilitazione dell'esercito, della marina e così via, a tutti coloro che avevano il grado di zaurjad-praporščik, non esclusi quelli che non avevano prestato servizio attivo obbligatorio, è stata data l'opportunità di trarre vantaggio dal trasferimento alla riserva, o, con un titolo di studio stabilito e che non avessero superato i 28 anni, di entrare nelle scuole per cadetti per acquisire il diritto di diventare ufficiale, oppure, se privi della necessaria istruzione, di assumere il grado di Fel'dfebel' dell'esercito. In quest'ultimo caso acquisivano il diritto al mantenimento e ai benefici spettanti ai Feldvebel' in servizio da lunga data.
Nel 1912 il grado di Zaurjad-praporščik venne abolito e a tutti i Zaurjad-praporščik ancora esistenti, sia in servizio che in riserva, furono mantenuti tutti i diritti ed i benefici loro attribuiti.

### Cosacchi
Nelle formazioni dei cosacchi dell'esercito imperiale russo il grado corrispondente era quello di "Zaurjad chorunžij" (зауряд-хорунжий), riservato a coloro che durante il loro servizio svolgevano i compiti corrispondenti al chorunžij  dei cosacchi, ma che non avevano il diritto alla promozione ai gradi militari; tale grado veniva assegnato a Vachmistr (Вахмистр) e Urjadnik che si erano militarmente distinti.

## Sequenza del grado
| Gradi militari dell'Impero Russo |                    |                             |
| grado inferiore: Podpraporščik   | Zaurjad-praporščik | grado superiore: Praporščik |

## Distintivi di grado diZaurjad-praporščik
| distintivo di grado |                                         |                                       |                                                  |                                                                                  |                                                                                    |                                         |                                         |
| descrizione         | ... promosso da Fel'dfebel' (1904–1912) | ... promosso da Vachmistr (1908–1912) | ... promosso da Stáršij unter-ofizer (1904–1912) | ... rimasto in servizio (o proveniente dalla riserva) come Vachmistr (1907–1911) | ... rimasto in servizio (o proveniente dalla riserva) come Fel'dfebel' (1907–1911) | ... promosso da Fel'dfebel' (1904–1906) | ... promosso da Fel'dfebel' (1907–1909) |